# Canon TS-E 135mm f/4L macro
El Canon TS-E 135mm f/4L és un teleobjectiu fix, macro i descentrable de la sèrie L amb muntura Canon EF.
Aquest, va ser anunciat per Canon el 29 d'agost de 2017, amb un preu de venta suggerit de 2.099€.
Actualment, és l'òptica de la sèrie Canon TS-E amb la major distància focal.
Aquest objectiu s'utilitza sobretot per macrofotografia.
El 2019, aquest objectiu juntament amb el Canon TS-E 50mm f/2.8L macro i el TS-E 90mm f/2.8L macro, van guanyar el premi de International Design Awards com a millor disseny d'objectius intercanviables.

## Característiques
Les seves característiques més destacades són:
- Distància focal: 135mm
- Obertura: f/4 - 45
- Enfocament manual
- Distància mínima d'enfocament: 49cm
- Macro 1:2
- Inclinació de fins a +/- 10° i desplaçament de fins a +/- 12mm
- Rosca de 82mm
- A partir de f/5.6 i un desplaçament de 12mm la lent no presenta vinyetatge.[5]

## Construcció
- El canó i la muntura són metàl·lics, d'un aliatge de magnesi.[1]

- El diafragma consta de 9 fulles, i les 11 lents de l'objectiu estan distribuïdes en 7 grups.[1]
- Consta d'un element asfèric, dos lents d'ultra baixa dispersió i un revestiment súper spectra (ajuda a reduir els efectes fantasma).[1]

## Accessoris compatibles[6]
- Tapa E-82 II
- Parasol ET-88
- Filtres de 82mm
- Tapa posterior E
- Funda LP1424